# Benemerenti (Päpstliche Verdienstmedaille)
Die Verdienstmedaille Benemerenti („dem Wohlverdienten“) ist ein päpstliches Ehrenzeichen für Verdienste um die katholische Kirche. Sie ist auch als Bene merenti und Benemerenti-Medaille bekannt. Sie ist ein Zeichen der Anerkennung von Personen im Dienst der Kirche, ziviler und militärischer Laien aller Geschlechter sowie Geistlicher.

## Geschichte
Die heutige Verdienstmedaille geht auf verschiedene Traditionen päpstlicher Auszeichnungen mit dem Namen „Benemerenti“ oder „Bene Merenti“ zurück, die sowohl zivile als auch militärische Leistungen würdigten. 1891 wurden diese von Papst Leo XIII. zur päpstlichen „Verdienstmedaille Benemerenti“ zusammengeführt, der der Auszeichnung einen permanenten Charakter verlieh.
Es findet sich in der Forschung die Behauptung, dass die erste Benemerenti-Medaille unter Pius VI. bzw. im Jahr 1775 vergeben worden sei. Die erste nachgewiesene Medaille ist jedoch eine nicht tragbare Ausführung aus dem 18. Pontifikatsjahr Pius VII. – also 1818.
Es findet sich ebenfalls die Unterscheidung zwischen der Benemerenti-Medaille und verschiedenen Zivil- oder Militärehrenzeichen. Da allerdings Benemerenti-Medaillen ebenfalls für zivile und militärische Dienste vergeben wurden, ist die Unterscheidung in Benemerenti-Medaille und Zivil- oder Militärehrenzeichen schwierig bis problematisch. Der militärische Charakter beschränkt de facto seit 1970 nur noch auf die Verleihungen an die Päpstliche Schweizergarde.

### Zivile Traditionslinie
Das von Papst Pius VII. (Papst 1800–1823) gestiftete „Ehrenzeichen Benemerenti“ wurde an katholische Personen verliehen, die sich um Wissenschaft, Kunst oder gute Werke verdient gemacht hatten. Die zivile Medaille existierte zunächst nur als nicht tragbare Ausführung, was sich erst während des Pontifikats von Pius IX. (Papst: 1846–1878) änderte. Es existierte eine einfache Version der Medaille sowie eine aufwändigere Version als „Zivilehrenzeichen“. Seit Pius X. (Papst: 1903–1914) wurden keine bronzenen Ausführungen der Medaille mehr verliehen. Seit der Umgestaltung 1970/71 existiert nur noch eine Stufe.

### Militärische Traditionslinie
Papst Gregor XVI. (Papst: 1831–1846) stiftete 1832 eine Medaille für militärische Verdienste: für Offiziere in Gold und Unteroffiziere in Silber. Ein Stiftungserlass zu dieser ist nicht bekannt. Zusätzlich vergab er 1832 mit der Verdienstmedaille „Benemerenti“ eine dreistufige Auszeichnung in Gold, Silber oder Bronze für Soldaten der päpstlichen Armee, die an der Niederschlagung von Aufständen in Folge der Julirevolution von 1830 beteiligt waren. Im Pontifikat Pius IX. (Papst: 1846–1878) wurde die militärische Verdienstmedaille umgestaltet und ggf. neu gestiftet. Diese wurde bis in das Pontifikat von Benedikt XV. (Papst bis 1922) vergeben. Papst Pius XII. stiftete in den 1940er Jahren eine weitere militärische Benemerenti-Medaille, deren Gestaltung sich an die vorherige anlehnte. Mit der Auflösung Abschaffung der Nobelgarde und der Palatingarde unter Paul VI. im Jahr 1970 wurde die Verleihung dieser militärischen Ausführung eingestellt.
Am 13. Dezember 1856 stiftete Pius IX. eine weitere militärische Auszeichnung mit dem Titel „Benemerenti“ in den zwei Stufen Silber und Bronze für Unteroffiziere und Mannschaften, das sich durch die mit der Medaille verbundene Trophäe und den fehlenden Lorbeerkranz von der anderen Medaille unterschied, aber nur bis 1870 vergeben wurde.

## Beschreibung

### Früheste Ausführung seit Pius VII.
Die erste bekannte Version seit Pius VII. (Papst: 1800–1823) ist eine einfache runde Medaille mit dem Porträt des regierenden Papstes auf dem Avers und der umkränzten Inschrift BENEMERENTI bzw. BENE MERENTI auf dem Revers. Diese Medaille existierte in verschiedenen Größen und hing an einem weiß-gelb-weißen Band.
Die militärische Medaille Gregors XVI. aus dem Jahr 1832 wich von der Gestaltung ab, da auf der Rückseite zwei Engel ein Spruchband mit der Inschrift BENE MERENTI trugen.

### Pius IX. bis Benedikt XV.
Während des Pontifikats von Pius IX. (Papst: 1846–1878) existierte eine einfache Version nach Art bisherigen Gestaltung sowie eine aufwändigere Medaille, die von einem emaillierten Lorbeerkranz umgeben war. Als „Zivilehrenzeichen“ waren zusätzlich Schlüssel und Tiara als Überhöhung der Medaille angebracht, während beim „Militärehrenzeichen“ Kriegstrophäen als Überhöhung dienten. Bis in das Pontifikat von Benedikt XV. (Papst: 1914–1922) wurden diese Versionen vergeben. Diese Medaillen hingen ebenfalls an einem weiß-gelb-weißen Band. Lediglich die einfache Ausführung der Benemerenti-Medaille unter Pius IX. bildet eine Ausnahme, da diese am Band mit den Farben des Gregoriusordens in gelb-rot-gelb hing.
Nur unter Benedikt XV. existierte eine einstufige Variante der Medaille in vergoldete Bronze, die von den päpstlichen Schlüsseln hinterfangen wurde. Oberhalb der Medaille befand sich die Tiara, unterhalb war das päpstliche Wappen angebracht. Alle Elemente waren aus einem Guss.

### Pius XI. bis Paul VI.
Unter Pius XI. (Papst: 1922–1939) wurde zur Medaille von einem Lorbeerkranz in gleicher Farbe umrandet und zusätzlich mit Schlüssel und Tiara als Überhöhung der versehen. Diese Ausführung orientierte sich an der aufwändigen Medaillenversion, die seit Pius IX. verwendet wurde. In den Pontifikaten von Pius XII., Johannes XXIII. und Paul VI. wurde diese Gestaltung weiterhin mit den jeweiligen Porträts fortgeführt. Diese Medaillen wurden überwiegend in vergoldetem Buntmetall ausgeführt; selten in Silber.
In der Regel wurde Medaille an einem weiß-gelb-weißen Band verliehen, das in der Art des heute in Österreich gebräuchlichen Dreiecksbands gefaltet war.

### Neugestaltung unter Paul VI.
Die aktuelle Gestaltungsform der Medaille geht zurück auf einen Entwurf des italienischen Künstlers Enrico Manfrini aus den Jahren 1970/71. Die Medaille besteht seit Paul VI. aus einem Kreuz aus vergoldetem Buntmetall mit quadratischem Umriss an einem gelb-weißen Band in päpstlichen Farben. Auf der Vorderseite befindet sich ein Bild von Christus sowie im rechten Kreuzarm das persönlichen Wappen des Papstes und im linken die päpstlichen Insignien Tiara und gekreuzte Schlüssel. Auf der Rückseite befindet sich nur die Inschrift BENEMERENTI.
Johannes Paul II. (Papst: 1978–2005) änderte mit dem Beginn seines Pontifikats das Wappen auf sein eigenes und ließ die Gestaltung ansonsten unverändert.
Im ersten Pontifikatsjahr Benedikts XVI. (Papst: 2005–2013) wurden das Wappen durch gekreuzte Schlüssel in eine Tiara ersetzt, so dass diese sich nun in beiden Kreuzarmen befinden. Die Figur des segnenden Christus wurde ebenfalls modifiziert. Auf der Rückseite der Medaille wird der Schriftzug zusätzlich vom päpstliche Wappen hinterfangen.
In der Rangordnung der päpstlichen Verdienstorden und Ehrenzeichen steht die Benemerenti-Medaille an 7. Stelle.

## Verleihung
Die Verdienstmedaille kann an Laien, Ordensleute und Diakone verliehen werden, die haupt- oder ehrenamtlichen Dienst für Diözese und Kirche geleistet haben, der über die berufliche bzw. amtliche Pflicht hinausging.
Die Bistümer und Diözesen haben in ihren Ehrenordnungen das Verleihungsverfahren festgelegt. In der Regel leitet der Diözesanbischof den Verleihungsvorschlag an den Heiligen Stuhl weiter (vgl. dazu etwa Bistum Basel bzw. Diözese Rottenburg-Stuttgart). Die Medaille wird mit einer Urkunde vom zuständigen Bischof oder von dem vorschlagenden Gemeindepfarrer überreicht. Verleihungen der Benemerenti-Medaille werden nicht in den Acta Apostolicae Sedis vermerkt.
Dieses Ehrenzeichen gilt in der Schweiz als eine begehrte Auszeichnung. Mitglieder der Schweizergarde erhalten die Medaille bei guter Führung in der Regel im dritten Dienstjahr. Wegen des Ordensverbotes in der Schweiz ist die Rechtsmeinung zu Tragegenehmigungen von ehemaligen und aktiven Gardisten wechselnd.

## Galerie

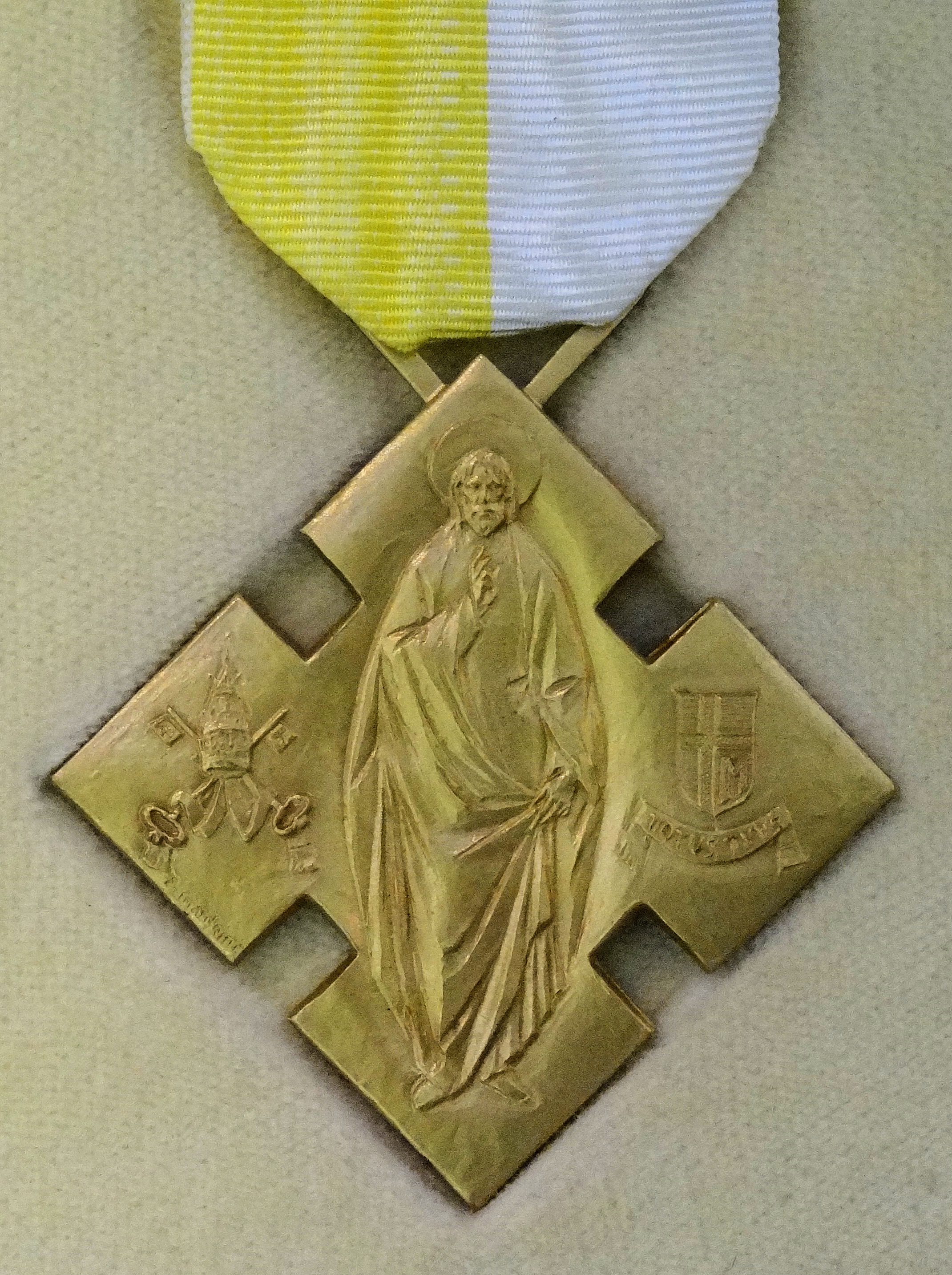
Vorderseite der Medaille (verliehen 1984)
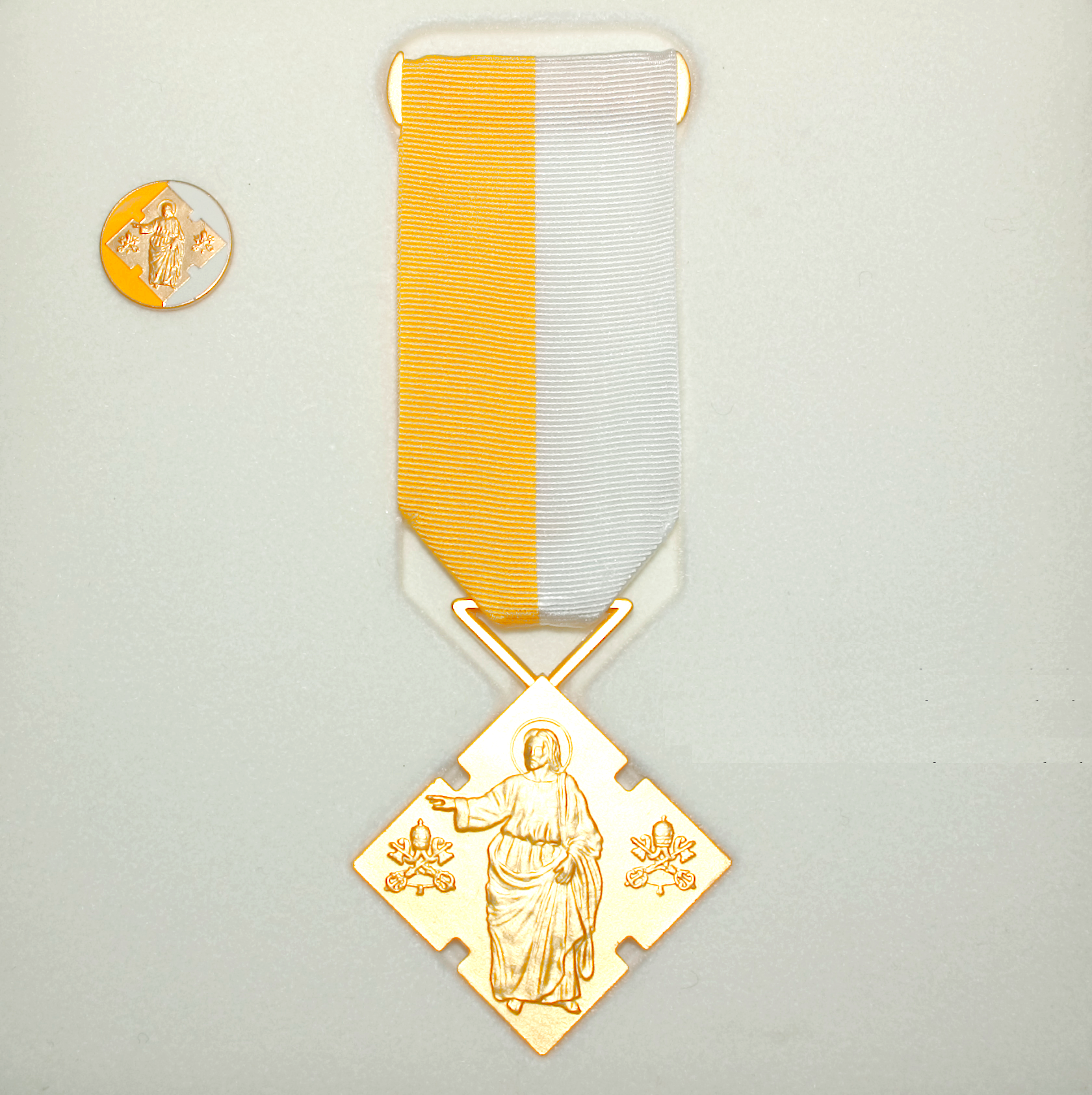
Vorderseite der Medaille (verliehen 2009)
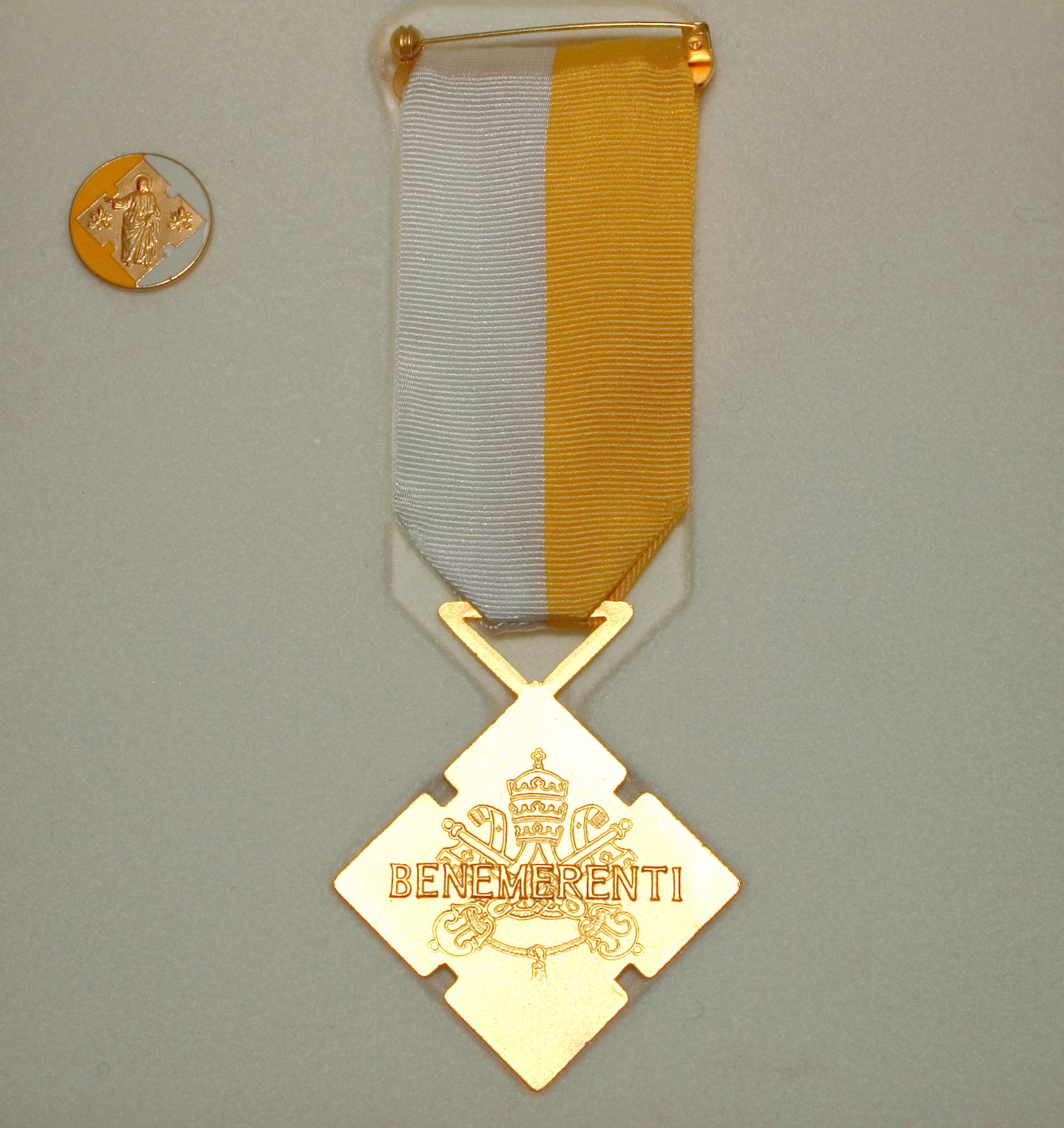
Rückseite der Medaille (verliehen 2009)
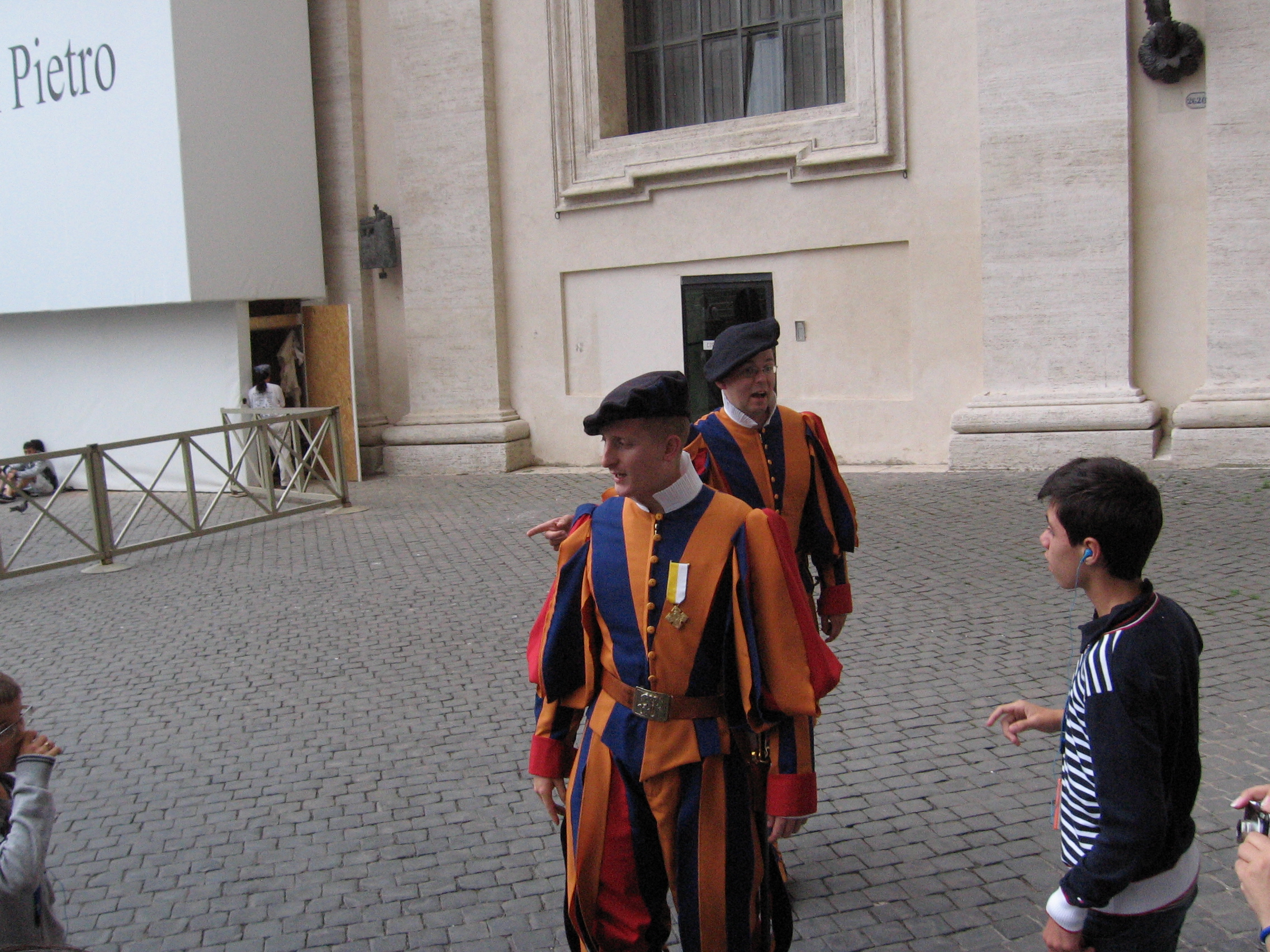
Soldat der Schweizer Garde mit Benemerenti-Medaille

## Weitere Auszeichnungen mit der Bezeichnung „Benemerenti“
Es existiert eine Vielzahl anlassbezogener Verdienstauszeichnungen, wie etwa zur Ehrung von besonderer Mitwirkung bei der Durchführung Heiliger Jahre. Diese Auszeichnungen werden auch als Medaillen mit der Inschrift oder Bezeichnung BENEMERENTI versehen, sind aber nicht mit der päpstlichen Verdienstmedaille identisch.